# Donji Karin
Donji Karin je malo mjesto smješteno uz Karinsko more, administrativno u sastavu grada Benkovca. Donji Karin ima 101 stanovnika (2001.), ali s Gornjim Karinom, koji pripada gradu Obrovcu ima oko 1000 stanovnika. Donji i Gornji Karin dijeli rijeka Karišnica, koja se ulijeva u Jadransko more (odnosno u Karinsko more).

## Stanovništvo
Danas u Donjem Karinu većinu čine Hrvati. Prije Domovinskog rata većinu su činili Srbi. 
| broj stanovnika |       |       | 21    | 14    | 8     | 31    |       |       | 698   | 749   | 724   | 649   | 575   | 514   | 101   | 174   | 152   |
|                 | 1857. | 1869. | 1880. | 1890. | 1900. | 1910. | 1921. | 1931. | 1948. | 1953. | 1961. | 1971. | 1981. | 1991. | 2001. | 2011. | 2021. |

## Povijest
U rimsko doba (ostaci amfiteatra) Corinium. Nakon doseljenja Hrvata središte je hrvatskog plemena Karinjana (ostaci oltarne pregrade s natpisom). Grad drže Gusići, potom Karlovići, od 1527. Turci, potom Mlečani i opet Turci do 1685. godine. Na obližnjoj gradini Miodrag ostatci utvrde (15. – 17. stoljeće.). Na ruševinama benediktinske opatije podignut je u 15. stoljeću franjevački samostan, koji je za turskih ratova razoren, a obnovljen početkom 18. stoljeća. Crkva i franjevački samostan uništeni su za srpske agresije na Hrvatsku 1991.
Četnici su ju potpuno srušili 13. veljače 1993. godine. Obnova ovog samostana bila najveći je i najskuplji zahvat obnove sakralnih objekata koje su u Domovinskom ratu srušili četnici. Otvorenje i posvećenje obnovljenog samostana s crkvom bilo je na blagdan Gospe od Anđela, na 35. obljetnicu karinskog slučaja, koji je u domaćoj i međunarodnoj javnosti razotkrio velike međunacionalne napetosti u Jugoslaviji, koja se u svijetu htjela prikazati idiličnom zemljom bez nacionalnih trzavica, premda su iste bile vrlo nazočne u društvu.
Na blagdan Gospe od Anđela 1971. godine izbila je velika tučnjava u kojoj su se na jednoj strani našli Hrvati katolički vjernici, a na drugoj mjesni Srbi i jugoslavenska milicija. Ishod tuče bilo je mnoštvo ozlijeđenih i jedan poginuli. Poginuli je bio mjesni Hrvat koji je preminuo od zadobivenih ozljeda. Ova je tučnjava eskalirala u veliku političku aferu. U javnost je izašla istina o postojanju velike međunacionalne napetosti koju je ondašnja Jugoslavija htjela prikriti, ali i skandalozna činjenica da je "narodna" milicija digla ruke na samo jedan narod i to na veliki vjerski blagdan.

## Spomenici i znamenitosti
- Ostatci crkve sv. Marka (Nikole)[8]
- Crkva Začeća Marijina i samostan Franjevaca[9]

Samostan i crkva Svete Marije u Karinu, spomenik kulture, do temelja su srušeni 13. veljače 1993. godine. 
Samostan u Karinu, spomenik kulture, srušen je miniranjem, minirana je i redovnička grobnica, a gospodarske zgrade zapaljene.